# Wolfgang Fienhold
Wolfgang G. Fienhold (* 10. September 1950 in Darmstadt; † 19. Februar 2011 in Frankfurt am Main) war ein deutscher Autor.

## Leben
Sein Studium der Sozialwissenschaften brach er ab. Er war Herausgeber der Zeitschriften „Gummibaum“ und „Nonsenf“, arbeitete an diversen Anthologien mit und erhielt einige Literatur- und Förderpreise. In den 1980er Jahren lud Fienhold zu einem Stammtisch für Autoren in die Frankfurter Romanfabrik ein. 
2007 erkrankte er an Krebs, an dessen Folgen er im Februar 2011 verstarb.

## Werk und Wirkung
Der Film Die flambierte Frau des Regisseurs Robert van Ackeren aus dem Jahr 1983 basiert auf dem gleichnamigen Roman Fienholds. „Seine ausufernde Phantasie, seine satirischen Werke mit oft sehr bissigen Bemerkungen zu aktuellen Themen und seine genialen Parodien haben in Deutschland eine eigene Fangemeinde gefunden.“ Zu den ersten, die Fienhold diesbezüglich schätzten, gehörte Hans Otfried Dittmer. Als dieser in den siebziger Jahren eine Reihe von in der damaligen Alternativszene prominenten Personen wie Hadayatullah Hübsch und Volker Zotz zusammenführen und für seine Verlagsedition Dittmer gewinnen konnte, gehörte auch Fienhold zur Gruppe seiner Autoren. Hadayatullah Hübsch urteilte über den Lyriker Fienhold, dieser vermöge „bisweilen in aufflackernder Klarheit einen Herzenszustand zu verdichten.“

## Publikationen
- Ruhe sanft. Kurzgeschichten. Edition Federfuchs, Frankfurt am Main 1978.
- Draußen auf Terra. Kurzgeschichten. Verlagsedition Dittmer, Hann. Münden 1979, ISBN 3-88297-045-6.
- Manchmal ist mir kein Schuh zu groß. Gedichte. Pawel-Pan-Presse, Dreieich 1979, ISBN 3-921454-23-9.
- Die flambierte Frau. Roman. Heyne-Verlag, München 1983 (1. bis 5. Auflage), 1985 (6. Auflage), 1986 (7. Auflage), 1989 (8. Auflage), ISBN 3-453-01826-5; Röschen-Verlag, Frankfurt am Main 2007, ISBN 978-3-9809915-8-2.
- Das Buch vom Zocken. Eichborn Verlag, Frankfurt am Main 1983, ISBN 3-8218-1022-X; Ullstein-Verlag, Frankfurt am Main 1985, ISBN 3-548-34275-2.
- Arbeitslos. Sachbuch. Eichborn Verlag, Frankfurt am Main 1984, ISBN 3-8218-2002-0.
- Nachdurst. Gedichte. Spectrum Verlag, Stuttgart 1984.
- Orcan von Choleria: die unglaublichen Abenteuer eines Fantasy-Barbaren. Rowohlt Verlag, Reinbek bei Hamburg 1985, ISBN 3-499-15486-2; G. Meyer’s Taschenbuch Verlag, Hanau 2003, ISBN 3-934193-51-X.
- Peepshow auf der Wega. Rowohlt-Verlag, Reinbek bei Hamburg 1986, ISBN 3-499-15676-8.
- Michael Anfang – Die endliche Geschichte. Goldmann Verlag, München 1985, ISBN 3-442-23876-5.
- Der Frosch mit der Glatze. Goldmann Verlag, München 1986, ISBN 3-442-05006-5.
- Der Schwarzwald-Puff. Eichborn Verlag, Frankfurt am Main 1986, ISBN 3-8218-1800-X.
- Was ist der Mensch wert? Körperteile, Ersatzteile, Schmerzen, Beleidigungen. Eichborn Verlag, Frankfurt am Main 1986, ISBN 3-8218-1057-2.
- Kindheitsverluste. Brandes und Apsel Verlag, Frankfurt am Main 1987, ISBN 3-925798-57-9.
- Das neue Lexikon der Rache. Eichborn Verlag, Frankfurt am Main 1987, ISBN 3-8218-1094-7.
- Geld zurück! Die Kunst, erfolgreich zu reklamieren. Eichborn Verlag, Frankfurt am Main 1988, ISBN 3-8218-1208-7.
- Wie man Beamte ärgert: ein freches Gesellschaftsspiel. Eichborn Verlag, Frankfurt am Main 1989, ISBN 3-8218-1240-0.
- Wie man dem Staat in die Tasche langt. Eichborn Verlag, Frankfurt am Main 1989, ISBN 3-8218-1241-9.
- Geld machen – aber richtig!. Sachbuch. Eichborn Verlag, Frankfurt am Main 1991, ISBN 3-8218-1242-7.
- Goethe, Charlotte und ich. Erzählungen. Pendragon Verlag, Bielefeld 1997, ISBN 3-929096-43-9.
- Der Tod ist eine schöne alte Frau. Klaus Bielefeld Verlag, Friedland 2002, ISBN 3-89833-102-4.
- Der grosse Konk. G. Meyer’s Taschenbuch Verlag, Hanau 2004, ISBN 3-934193-52-8.
- Als wäre es gestern gewesen, als könnte es morgen sein. Lerato-Verlag, Oschersleben 2007, ISBN 978-3-938882-41-2.
- Michael Anfang – Die endliche Geschichte / Peepshow auf der Wega. Zwei Romane, Verein zur Förderung des Literaturschaffens und des kulturellen Austauschs zwischen Deutschen und Polen. Depot Literaturverlag, Berlin 2007, ISBN 978-3-940640-02-4.
- Zombies Welt. Gedichte, Verein zur Förderung des Literaturschaffens und des kulturellen Austauschs zwischen Deutschen und Polen. Depot Literaturverlag, Berlin 2007, ISBN 978-3-940640-05-5.
- Kaputt in Frankfurt. Harry doesn't mind. Röschen-Verlag, Frankfurt am Main 2008, ISBN 978-3-940908-00-1.
- Mainhattan-Deals: der Schweinebauchpate – das Original. Flamingo Meinhold, Frankfurt am Main 2009, ISBN 978-3-00-027335-3.
- Dem Tod auf die Schippe springen : böse Krankenhausgeschichten. Flamingo Meinhold, Frankfurt am Main 2009, ISBN 978-3-00-029181-4.
- Die wahre Geschichte von Saulus & Paulus. Razamba, Boppard 2010, ISBN 978-3-941725-09-6.
- Über den Tod hinaus. Gedichte, Verein zur Förderung des Literaturschaffens und des kulturellen Austauschs zwischen Deutschen und Polen. Berlin 2010, ISBN 978-3-940640-23-9
- Die wahre Geschichte vom Treffen im Jenseits. Razamba, Boppard 2010, ISBN 978-3-941725-11-9.
- Tumoreske. Sieben-Verlag, Ober-Ramstadt 2010, ISBN 978-3-940235-96-1.
- Die wahren Geschichten von Karl May, Karl Marx, Mozart, Wagner, Hera und Zeus. Verein zur Förderung des Literaturschaffens und des kulturellen Austauschs zwischen Deutschen und Polen. Berlin 2011, ISBN 978-3-940640-41-3.